# Konwent B
Konwent B – tajna organizacja piłsudczyków.
Jej zadaniem było penetrowanie i przenikanie do środowisk prawicowych. Miała stać się ukrytym ośrodkiem dyspozycyjnym dla stronnictw prawicowych.